# Кочно при Полскави
Кочно при Полскави (словен. Kočno pri Polskavi) је насељено место у општини Словенска Бистрица, Подравска регија, Словенија.

## Историја
До територијалне реорганизације у Словенији било је у саставу старе општине Словенска Бистрица.

## Становништво
У попису становништва из 2011. године, Кочно при Полскави је имало 101 становника.
| Број становника према пописима | Број становника према пописима | Број становника према пописима |
| ------------------------------ | ------------------------------ | ------------------------------ |
| 1991                           | 2002                           | 2011                           |
| 85                             | 88                             | 101                            |

Напомена: До 1953. исказивано под именом Кочно.